# Tlapatý kříž
Tlapatý kříž (anglicky Cross Pattée, německy Tatzenkreuz) je druhem kříže, používaným v heraldice, vexilologii, symbolice nebo faleristice.
Na rozdíl od normálního kříže se jeho ramena rozšiřují od středu směrem ven. Tato rozšiřující se ramena mohou být rovná nebo dovnitř prohnutá. Kříž s dovnitř prohnutými rameny (užitý např. na gruzínské vlajce) je ve středoevropské heraldice nazýván též přesnějším názvem kříž tlapatý vydutý, nebo také kříž Leopoldův.
Tlapatý kříž může být heroldský i volný (pak je obecnou figurou), rovnoramenný i latinského typu. Tlapatý kříž se, stejně jako maltézský, často používá při vytváření řádových dekorací a vyznamenání. V současnosti je používán např. jako znak armádou Spolkové republiky Německo nebo jako znak organizace polských skautů Harcerů. Je také insignií Řádu německých rytířů.
V liturgických knihách římské církve se (červený) tlapatý kříž umístěný v textu používá jako upozornění, že ten, kdo pronáší příslušnou modlitbu, má na tomto místě udělat rukou znamení kříže jako požehnání.

## Varianty

## Užití

Insignie Řádu německých rytířů
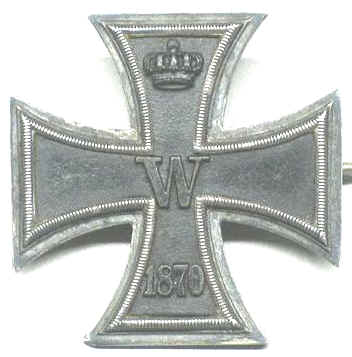
Pruský Železný kříž
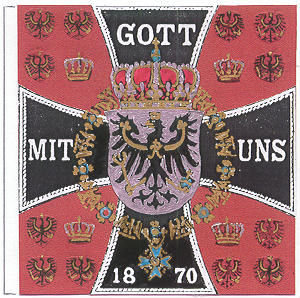
Pruská královská standarta
Templářský kříž
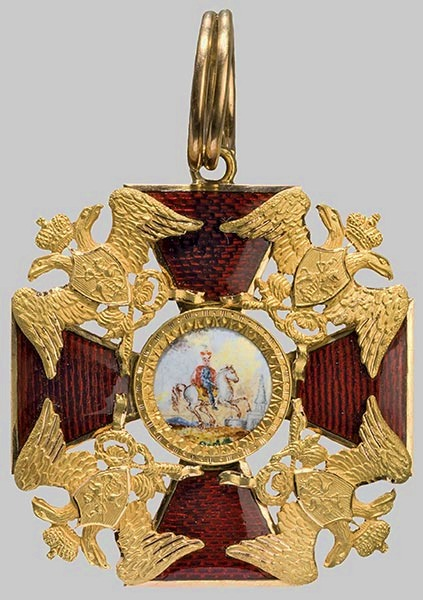
Ruský řád sv. Alexandra Něvského
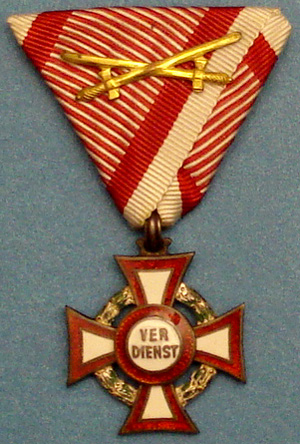
Rakousko-uherský Vojenský záslužný kříž
Logo Bundeswehru
Znak Služby bezpečnosti Ukrajiny (SBU)
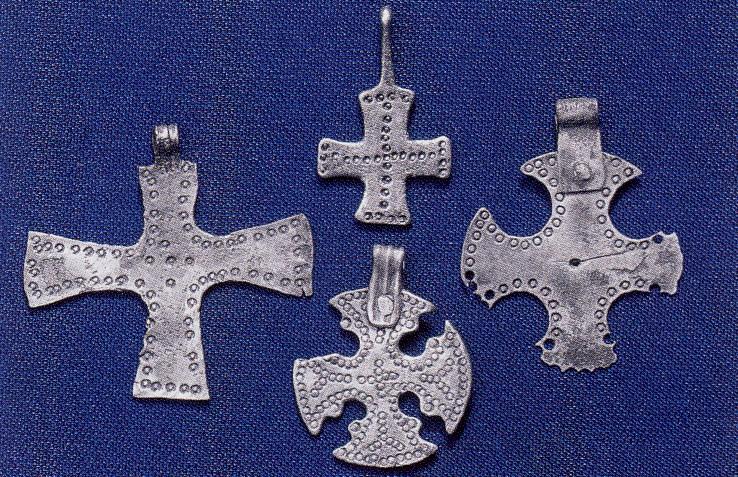
Stříbrné tlapaté křížky z naleziště na ostrově Birka
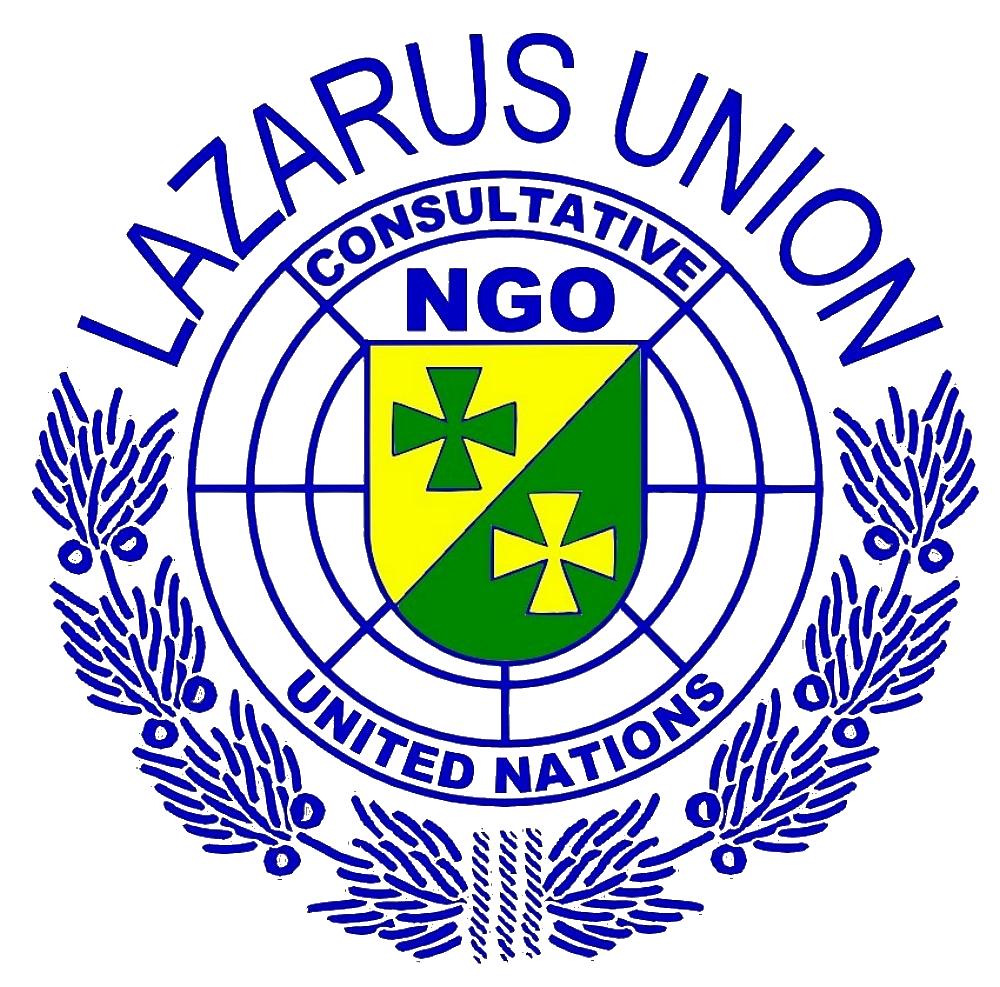
Znak Lazarus Union